# Pingguo
Pingguo  léase Ping-Kuó  (en chino, 平果市; pinyin, Píngguǒ shì) es un municipio bajo la administración directa de la Prefectura Baise en la Región autónoma de Guangxi, República Popular China. Su área es de 2457 km² y su población total para 2020 superó los  450 mil habitantes.
En noviembre de 2019, el Ministerio de Asuntos Civiles aprobó que la Región Autónoma de Guangxi aboliera el condado Pingguo y estableciera el municipio Pingguo utilizando el área del condado original.

## Administración
El municipio de Pingguo se divide en 12 pueblos que se administran en 9 poblados y 3 villas. 